# Temora Shire
Temora Shire är en kommun i Australien. Den ligger i delstaten New South Wales, i den sydöstra delen av landet, omkring 350 kilometer väster om delstatshuvudstaden Sydney. Antalet invånare var 6 110 vid folkräkningen 2016.
Temora Shire bildades den 1 januari 1981 genom en sammanslagning av Narraburra Shire och Temora Municipality.
Följande samhällen finns i Temora Shire:
- Temora
- Combaning
- Pucawan
- Reefton
- Grogan